# アジア太平洋水サミット

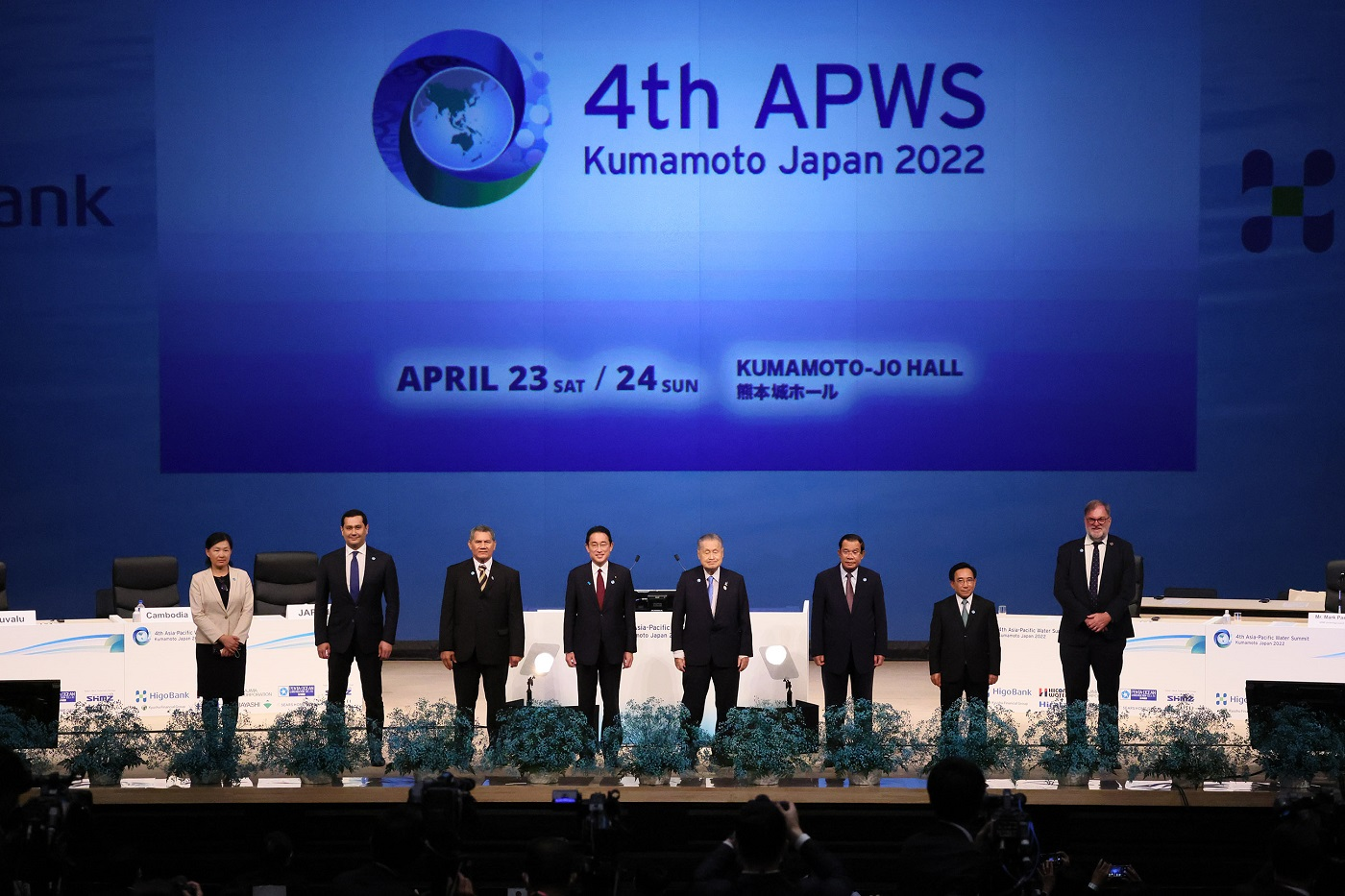
2022年4月の第4回にて

アジア・太平洋水サミット（アジアたいへいようみずサミット、英語：Asia-Pacific Water Summit）は、アジア・太平洋水フォーラム（Asia-Pacific Water Forum）（事務局：日本水フォーラム）が主催し、アジア・太平洋地域各国の政府首脳や国際機関の代表等のハイレベルの参加者が、アジア・太平洋地域の水に関する諸問題について、幅広い視点から議論を行う国際会議。
第1回アジア・太平洋水サミットは、2007年（平成19年）12月3日 - 4日に大分県別府市で開催された。

## 概要

### 経緯
- 2006年3月21日 - 第4回世界水フォーラムにおいて、橋本龍太郎元首相によって、アジア・太平洋水フォーラムの設立が宣言された。
- 2006年9月27日 - フィリピン・マニラでアジア・太平洋水フォーラムの発足式典が行われ、第1回アジア・太平洋水サミットの開催が決定された。
- 2007年12月3日 - 4日 - 大分県別府市において第1回アジア・太平洋水サミットを開催。

### 一覧
| 回数  | 開催地               | 開催年月   |
| ----- | -------------------- | ---------- |
| 第1回 | 日本・別府市         | 2007年12月 |
| 第2回 | タイ・チェンマイ     | 2013年5月  |
| 第3回 | ミャンマー・ヤンゴン | 2017年12月 |
| 第4回 | 日本・熊本市         | 2022年4月  |

#### 第1回アジア・太平洋水サミット
第1回アジア・太平洋水サミットは、"Water Security: Leadership and Commitment"（水の安全保障：リーダーシップと責任）をテーマに2007年（平成19年）12月3日 - 4日に開催。会場は、大分県別府市のビーコンプラザ。
アジア・太平洋地域の47か国から、政府首脳や国際機関の代表等のほか、企業、地方自治体、市民団体、学会、メディアなどの代表が参加。
首脳級会合、ステークホルダー会合、全体会合、分科会、優先テーマ別分科会が予定されているほか、関連イベントとして、日本の水技術展示、市民活動ポスター展示、シンポジウム、セミナー、学生サミット等が行われた。

#### 第2回アジア・太平洋水サミット
第2回アジア・太平洋水サミットは、2013年5月19日・20日にタイのチェンマイ国際会議展示場（CMICE）で開催された。
第2回アジア・太平洋水サミットは、テーマ；水の安全保障と水災害への挑戦: リーダーシップと責任

#### 第4回アジア・太平洋水サミット
第4回アジア・太平洋水サミットは、"Water for Sustainable Development-Best Practices and the Next Generation-"（持続可能な発展のための水～実践と継承～）をテーマに2022（令和４年）4月23日‐24日に熊本県熊本市の熊本城ホール及びオンライン上を会場として開催された。
アジア・太平洋地域から開催国日本を含む18カ国の首脳級が参加し熊本宣言がまとめられた。
また、国内外の専門家や実務者の協力の下、9つの分科会、4つの統合セッション及び2つの特別セッションを開催されそこに18カ国の首脳級と22カ国の閣僚級、9カ国の大使及びアントニオ・グテーレス国連事務総長をはじめとする26の国際機関の長が参加し、熊本宣言の一部でもある「第4回APWS議長サマリー」が取りまとめられた。
その他に会場である熊本城ホールでは、関連イベントとしてシンポジウムや展示会などが行われた。